# Saaromioptera jordani
Saaromioptera jordani là một loài côn trùng trong họ Archaemiopteridae thuộc bộ Miomoptera. Loài này được Guthörl miêu tả năm 1963.